# Museu Numismàtic d'Aruba
El Museu numismàtic d'Aruba és un museu establert a la ciutat d'Oranjestad, la capital del país autònom dels Països Baixos i illa caribenya d'Aruba. Es tracta d'un espai especialitzat que compta amb una gran col·lecció de monedes i bitllets de tot el món, i que representa la passió d'un home local (Mario Odor). La seva afició es va transformar en una exhibició per al públic. Va ser creat oficialment el 13 de novembre de 1981.